# Agelaius
Agelaius ist eine Gattung von Singvögeln aus der Familie der Stärlinge (Icteridae), zu der insgesamt fünf Arten gezählt werden. Ihr Verbreitungsgebiet liegt, wie bei allen Vertretern der Familie, ausschließlich in der Neuen Welt. Die Gattung umfasst, neben zwei seltenen und stark bedrohten Arten, auch den Rotflügelstärling, bei dem es sich um eine der bekannteren und am besten erforschten Vogelarten Nordamerikas handelt.

## Merkmale

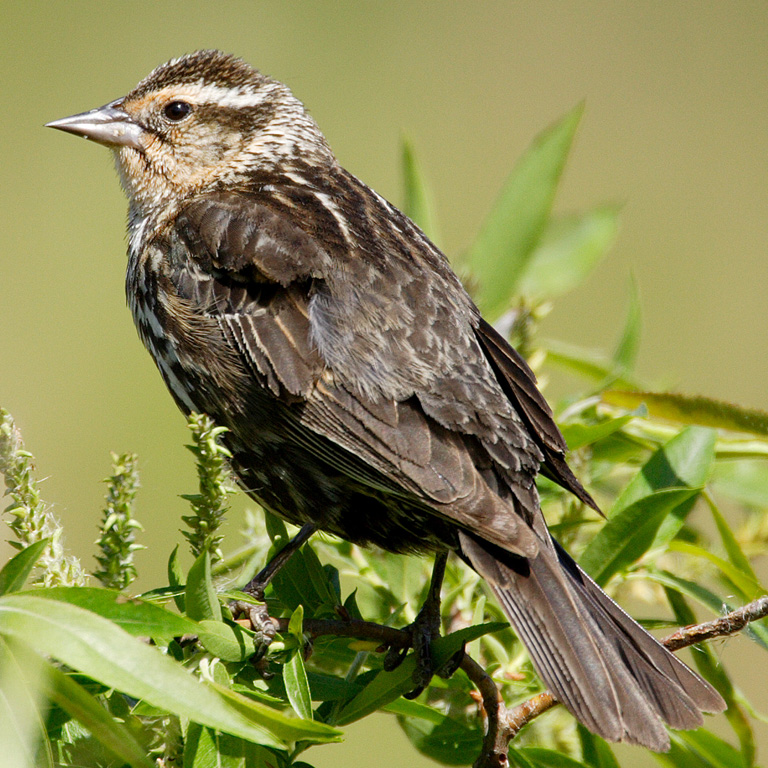
Weiblicher Rotflügelstärling (A. phoeniceus)

Die zu Agelaius zählenden Arten erreichen ausgewachsen Körpergrößen zwischen 18 und 24 cm, womit sie zu den kleineren bis mittelgroßen Vertretern ihrer Familie zählen. In der Regel sind männliche Exemplare etwas größer und schwerer als ihre weiblichen Artgenossen. Der Schnabel ist gerade und konisch geformt und im Verhältnis zum Kopf relativ groß. Mit Ausnahme des Gelbschulterstärlings zeigen alle Arten einen mehr oder weniger offensichtlichen Sexualdimorphismus hinsichtlich der Gefiederfärbung. Das Erwachsenengefieder der Männchen ist typischerweise am ganzen Körper einheitlich schwarz oder sehr dunkel grau gefärbt, häufig entsteht bei entsprechendem Lichteinfall ein irisierender Effekt. Dazu in starkem Kontrast stehen bunte Federn der kleinen und mittleren Armdecken in Rot-, Gelb,- Weiß- oder Cremetönen, denen alle Arten ihre deutschen Trivialnamen verdanken. Bei weiblichen Exemplaren von Braunschulter- und Rotschulterstärling kann dieser Schulterfleck entweder vollständig fehlen oder reduziert sein. Im Falle von Rotflügel- und Dreifarbenstärling sind die Weibchen hingegen leichter auszumachen. Ihr Gefieder zeigt hellere, bräunliche Grundtöne, die besonders an Brust und Bauch von einem dunkleren Streifenmuster durchzogen sind. Typisch ist bei den weiblichen Exemplaren dieser beider Arten außerdem ein breiter, hell abgesetzter Überaugenstreif.

## Habitat und Lebensweise

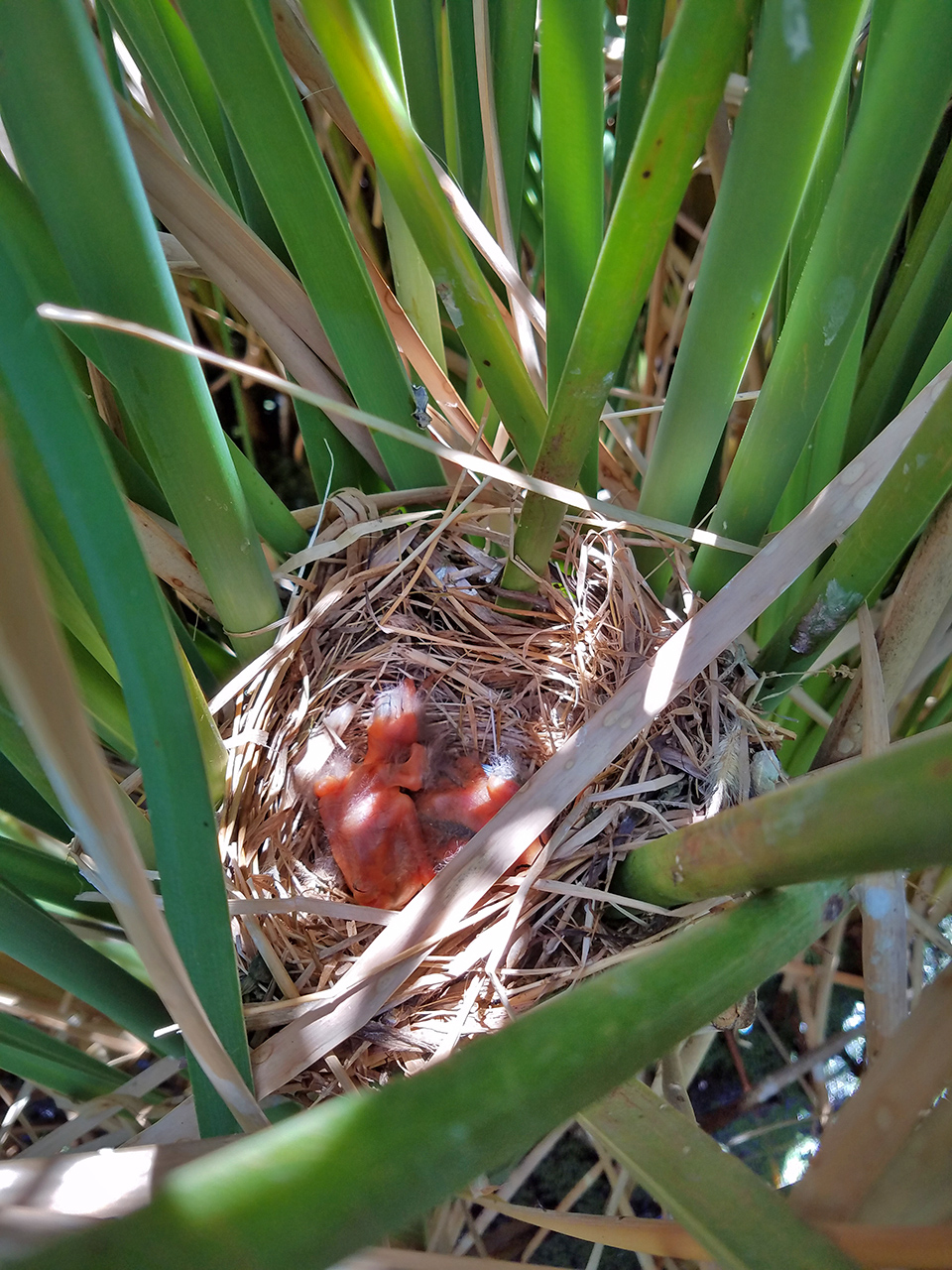
Nest eines Dreifarbenstärlings (A. tricolor) mit bereits geschlüpften Jungvögeln

Die beiden auf dem nordamerikanischen Festland angesiedelten Agelaius-Arten sind, ebenso wie der auf Kuba endemische Rotschulterstärling, stark mit Feuchtgebieten wie Sümpfen oder Mooren assoziiert, besonders der Rotflügelstärling gilt in den Vereinigten Staaten und Kanada als eine typische Art dieser Landschaftsformen. Der ebenfalls in der Karibik heimische Braunschulterstärling bevorzugt hingegen trockenere Gebiete, wie offenes Waldland oder Waldränder als Lebensraum. Der auf Puerto Rico beschränkte und stark bedrohte Gelbschulterstärling besiedelte historisch eine Reihe verschiedener Habitate auf der Insel, darunter trockenes Buschland, Waldgebiete und auch menschliche Siedlungen, wurde jedoch mittlerweile in einige wenige Areale entlang der Küste verdrängt, bei denen es sich in der Regel um schwer zugängliche Mangroven oder eher lebensfeindliche Salzebenen in der Nachbarschaft von buschigen Gebieten handelt. Die Agelaius-Stärlinge sind allesamt gesellige, außerhalb der Brutzeit kaum bis überhaupt nicht territoriale Vögel, die bei der Nahrungssuche und an Ruheplätzen oft Schwärme, auch mit Vertretern anderer Arten bilden. Die Ernährung ist omnivor, neben der Jagd auf kleinere Gliederfüßer stehen zumeist auch Samen oder Früchte auf dem Speiseplan, einige Arten gelten daher regional als – faktisch allerdings wenig bedeutende – Landwirtschaftsschädlinge. Während der Brutzeit finden sich die meisten Arten zu monogamen Paaren zusammen, die in der Regel mindestens eine Saison zusammen bleiben. Eine Ausnahme bildet der Rotflügelstärling, dessen Männchen ausgesprochen polygyn sind. Erfolgreiche Exemplare können sich während einer Brutzeit mit bis zu 15 verschiedenen Weibchen paaren. Die tassen- oder beutelförmigen Nester werden von den in Feuchtgebieten lebenden Arten meist an Ufern oder in Riedständen über offenem Wasser angelegt, auch der Braunschulterstärling sucht zum Brüten die Nähe zum Wasser, wählt als Standort jedoch zumeist ufernahe Bäume. Das Fortpflanzungsverhalten des Gelbschulterstärlings ist durch den Verlust eines Großteils seines ursprünglichen Habitats stark verändert, teilweise ist diese Art auf bereitgestellte Nisthilfen aus PVC angewiesen oder weicht auf der Küste vorgelagerte, unzugängliche Felsen aus.

## Verbreitung und Gefährdung

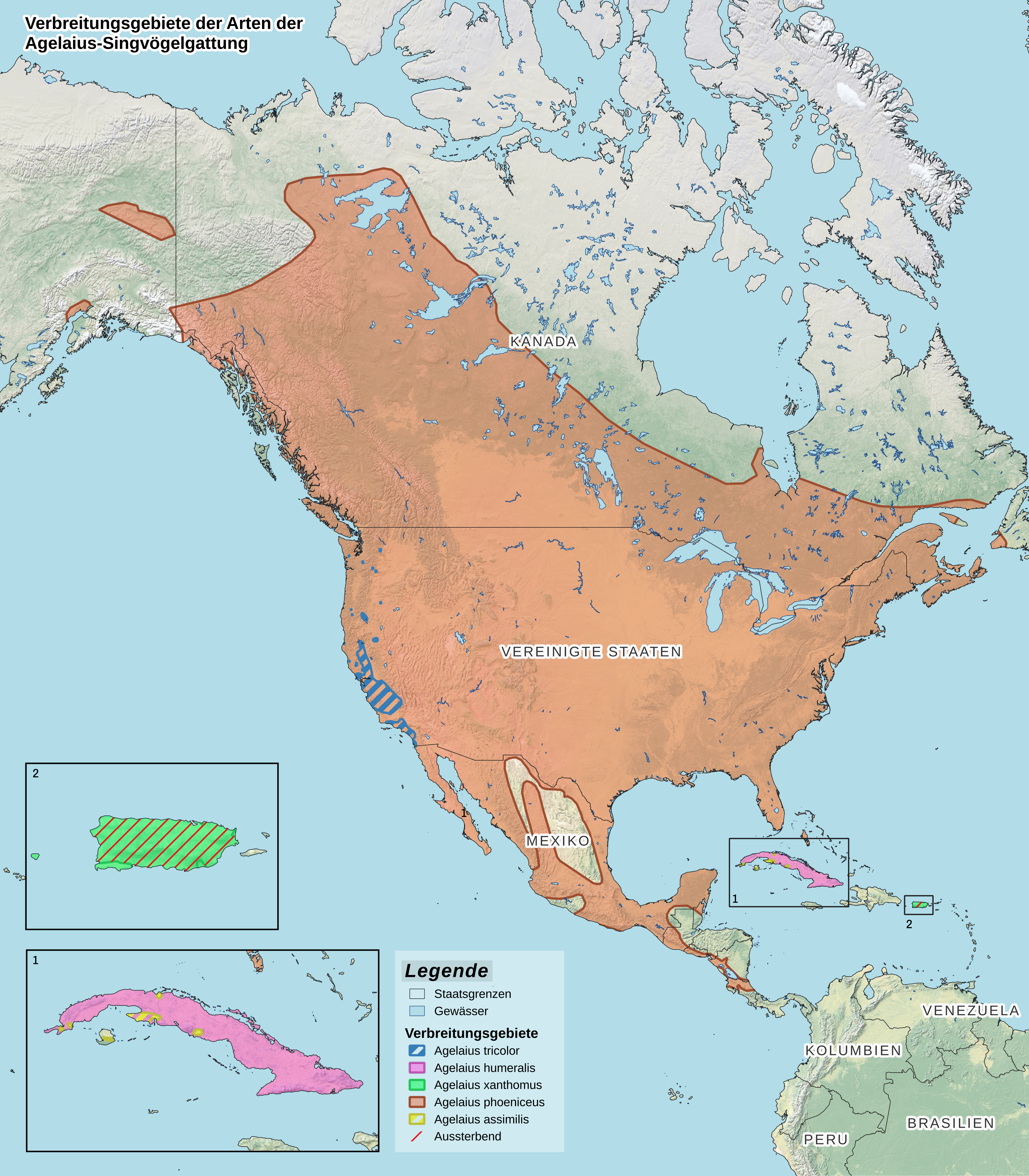
Verbreitungsgebiete der Agelaius-Arten

Alle Agelaius-Arten sind endemische Bewohner Nordamerikas beziehungsweise der Karibik. Der Rotflügelstärling besitzt dabei das mit Abstand größte Verbreitungsgebiet, das ganzjährig fast die gesamten Vereinigten Staaten und einen Großteil Mexikos umfasst. Weiter nördlich in Kanada brütende Populationen ziehen während der Wintermonate in wärmere Regionen weiter im Süden. Die übrigen Arten verfügen nur über erheblich kleinere Verbreitungsgebiete. Während der Dreifarbenstärling in Kalifornien und einigen weiteren, versprengten Gebieten entlang der Pazifikküste heimisch ist, sind Gelb-, Braun- und Rotschulterstärling Standvögel, deren Vorkommen jeweils nur auf eine oder zwei Inseln der Großen Antillen in der nördlichen Karibik begrenzt ist. Der Gelbschulterstärling ist in seinem Bestand durch das Einschleppen der Hausratte (Rattus rattus) nach Puerto Rico und die Ausbreitung des brutparasitierenden Seidenkuhstärlings (Molothrus bonariensis) auf die Insel stark bedroht. Zum Erhalt der Art laufen diverse Schutzprogramme, die Bestände erholen sich jedoch nur langsam. Als ebenso bedroht gilt der Dreifarbenstärling, der in der Vergangenheit als vermeintlicher Agrarschädling verfolgt wurde. Des Weiteren leidet die Art unter Lebensraumverlust und Vergiftungen durch in der Landwirtschaft verwendete Pestizide. Die Bestände der drei anderen Arten scheinen sich stabil zu entwickeln, sie gelten alle als nicht gefährdet.

## Systematik
Die wissenschaftliche Erstbeschreibung der Gattung stammt aus dem Jahr 1816 und geht auf den französischen Naturforscher Louis Pierre Vieillot zurück, der sie im Rahmen seiner Analyse d'une nouvelle ornithologie élémentaire veröffentlichte. Als Typusart bestimmte er den Rotflügelstärling. Der Name Agelaius entstammt dem Griechischen αγελαιος agelaios und bedeutet in etwa „gesellig“. Nachdem der Gattung in der Vergangenheit traditionell zehn Arten zugerechnet worden waren, stellte sich diese Zusammenstellung in modernen phylogenetischen Untersuchungen als polyphyletisch heraus. Dies führte zu einer Abspaltung mehrerer Arten in die Gattungen Agelasticus und Chrysomus und einer allgemein akzeptierten Zugehörigkeit von fünf Arten zu Agelaius.
| Bild | Name                  | Wissenschaftlicher Name                | Bedrohungsstatus |
| ---- | --------------------- | -------------------------------------- | ---------------- |
|      | Braunschulterstärling | Agelaius humeralis (Vigors, 1827)      | nicht gefährdet  |
|      | Dreifarbenstärling    | Agelaius tricolor (Audubon, 1837)      | stark gefährdet  |
|      | Gelbschulterstärling  | Agelaius xanthomus (Sclater, PL, 1862) | stark gefährdet  |
|      | Rotflügelstärling     | Agelaius phoeniceus (Linnaeus, 1766)   | nicht gefährdet  |
|      | Rotschulterstärling   | Agelaius assimilis Lembeye, 1850       | nicht gefährdet  |